# Méline Nocandy

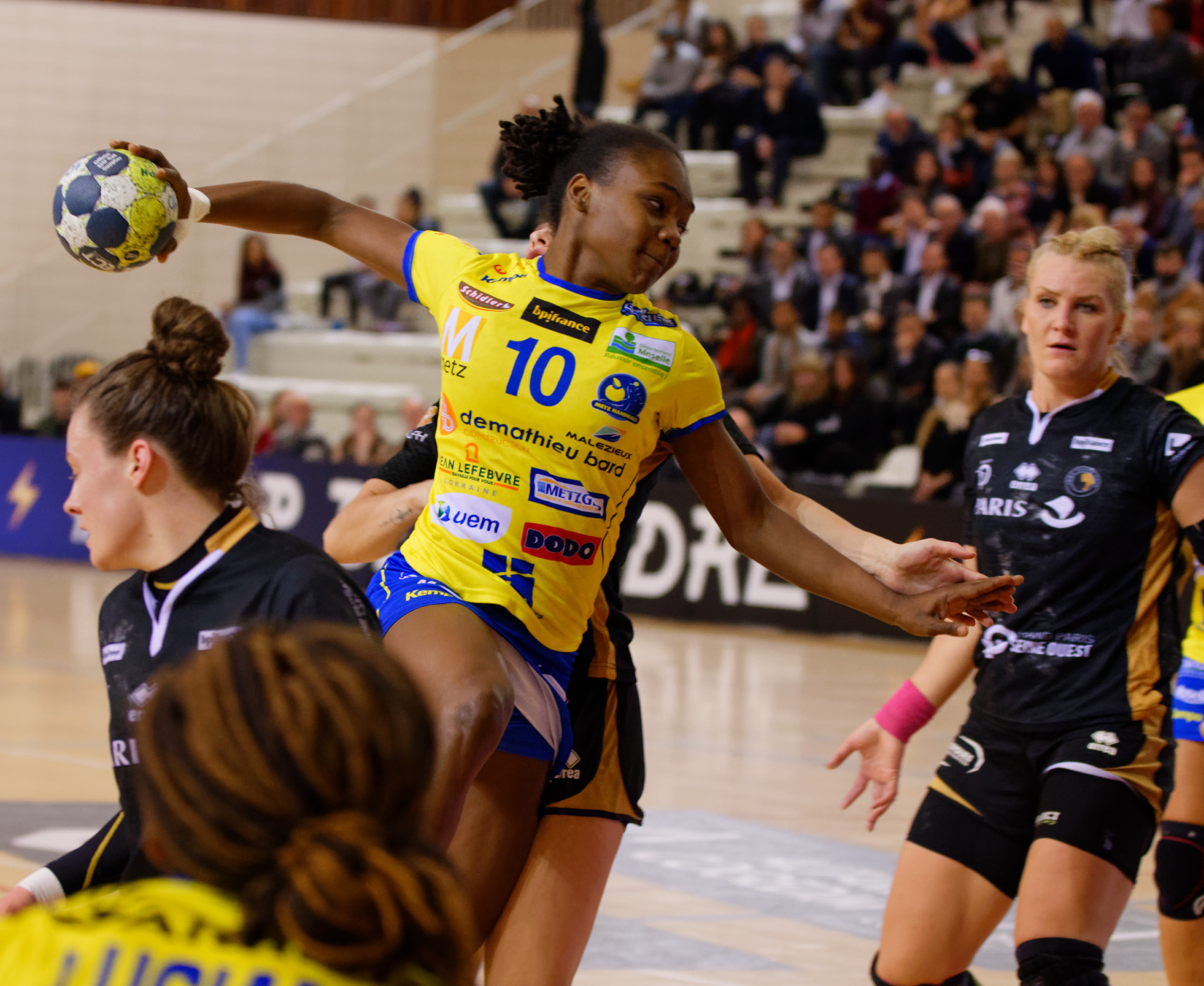
Méline Nocandy prend l'intervalle dans la défense d'Issy Paris, le 14 mars 2018.

Méline Nocandy, née le 25 février 1998 à Saint-Claude en Guadeloupe, est une joueuse française de handball évoluant au poste de demi-centre depuis 2024 au Brest Bretagne Handball. 
Internationale française depuis 2019, elle est notamment vice-championne d'Europe en 2020, vice-championne du monde en 2021, championne du monde en 2023 et championne olympique à Tokyo en 2021.

## Biographie
Méline Nocandy débute le handball en Guadeloupe, au club de la commune de Trois-Rivières, la JTR, devient championne de la Guadeloupe avec Zayen LA avec lequel elle remporte le Championnat de France de Nationale 1 en 2015. Elle intègre ensuite la  formation du Metz Handball, elle fait quelques apparitions en équipe première durant la saison 2015-2016 mais sans entrer en jeu.
Elle participe régulièrement aux rotations de l'effectif du Metz Handball pour la saison 2016-2017, aux côtés de Marie-Hélène Sajka et Orlane Kanor, également issues du centre de formation, et remporte le championnat et la coupe de France en 2017. 
À l'issue de la saison, elle est la capitaine de l'équipe de France junior pour disputer le championnat d'Europe et termine meilleure joueuse de la finale. L'équipe de France remporte la compétition en dominant la Russie en finale (31-26).
En mars 2019, elle est appelée pour la première fois en équipe de France, en remplacement de sa coéquipière Grâce Zaadi blessée. Elle connaît sa première sélection avec l'équipe de France le 21 mars 2019 pour une victoire 28 à 18 face à la Roumanie lors de laquelle elle inscrit trois buts.
En club, la saison 2018-2019 est également très positive. Elle confirme son statut de grand espoir en s'imposant dans les rotations de l'équipe qui atteint les demi-finales de la Ligue des champions et remporte le championnat, pour la quatrième fois consécutive, et la coupe de France. À titre individuel, elle est élue meilleure espoir du championnat de France 2018-2019.
Elle fait partie de l'équipe de France sacrée championne olympique aux Jeux de 2020.

## Palmarès

### En club
compétitions internationales
- quatrième de la Ligue des champions en 2019 (avec Metz Handball)
- troisième de la Ligue des champions en 2022 (avec Metz Handball)

compétitions nationales
- vainqueur du Championnat de France en 2017, 2018,  2019 et 2022 (avec Metz Handball)
- vainqueur de la Coupe de France en 2017, 2019 et 2022 (avec Metz Handball)
- vainqueur du Championnat de France de Nationale 1 en 2015[3]

### En sélection

#### Jeux olympiques
- Médaille d'or aux Jeux olympiques de Tokyo en 2021, Japon
- médaille d'argent aux Jeux olympiques de Paris en 2024, France

#### Championnats du monde
- finaliste du championnat du monde 2021[15]
- vainqueur du championnat du monde 2023

#### Championnats d'Europe
- finaliste du championnat d'Europe 2020

Autres
- Médaille d'or au Championnat d'Europe des -19 ans 2017

### Distinctions individuelles
- élue meilleure espoir de la saison du championnat de France 2018-2019[13]

## Décorations
- Chevalier de la Légion d'honneur (2021)[16]